# 剛健
剛健（1836年二月）是清朝湖南反清領袖藍正樽所立的年號，共計五日。

## 紀年對照表
| 剛建 | 元年   |
| ---- | ------ |
| 公元 | 1836年 |
| 干支 | 丙申   |

## 同期存在的其他政權年號
- 中國
  - 道光（1821年－1850年）：清朝—清宣宗旻詝之年號
- 日本
  - 天保（1830年－1844年）：仁孝天皇之年號
- 越南
  - 明命（1820年－1841年）：阮朝—阮聖祖阮福晈之年號

## 來源
1. ↑  道光《寶慶府志》卷七：「（道光）十六年二月，新寧猺藍正樽作亂，犯武岡，官軍擊走之。……是年二月初五，正樽復集其黨三千於九龍庵，僭稱衛王，改元剛健。……餘眾皆逃。初九日，搜山復獲數十人及逆書刀仗，又獲張永祿、陳仲潮賊黨，前後死者四百人。」
2. ↑  姚舜安〈蘭正樽、雷再浩領導的瑤民起義〉，《廣西民族學院學報(哲學社會科學版)》1984年第1期，第74-79頁。